# Đá Hà Tần
Đá Hà Tần (tiếng Anh: Barque Canada Reef (south rock)/Lizzie Webber Reef; tiếng Trung: 单柱石; bính âm: Dānzhù shí, Hán-Việt: Đơn Trụ thạch) là một hòn đá nổi nằm tại đầu tây nam của đá Thuyền Chài thuộc cụm An Bang (cụm Thám Hiểm) của quần đảo Trường Sa. Nơi cao nhất của đá Hà Tần đạt độ cao 4,5 m so với mực nước biển.
Đá Hà Tần là đối tượng tranh chấp giữa Việt Nam, Đài Loan, Malaysia, Philippines và Trung Quốc do là một phần của đá Thuyền Chài. Hiện Việt Nam đang kiểm soát hòn đá này.